# Gunilla af Malmborg
Eva Ingrid Gunilla af Malmborg, född Plym Forshell 26 februari 1933 i Luleå i Norrbottens län, död 13 mars 2014  i Österåker-Östra Ryds församling, var en svensk operasångerska (dramatisk sopran).

## Biografi
af Malmborg bedrev sångstudier för Ragnar Hultén, Kerstin Torlind och Ove Meyer-Leegard. Efter studentexamen 1951 fortsatte hon sina studier vid Konstfackskolan 1952–1953 och Kungliga Musikhögskolan 1957–1960.
Hon debuterade 1960 vid Kungliga Teatern i rollen som Marzellina i Fidelio. Där var hon var anställd 1961–1986. Därutöver gjorde hon gästspel i bland annat Köpenhamn, Helsingfors, Oslo, Kiel, Bonn, Düsseldorf, Stuttgart, München, Köln, Leipzig, Augsburg, Genua, Neapel, Venedig, Monte Carlo, Bordeaux, Nancy, Vancouver, Toronto, Moskva och Glyndebourne. Hon gjorde också ett framträdande på Scandinavium i Göteborg som Turandot. af Malmborg hade en synnerligen voluminös röst med en rak, nästan instrumentell klang.
Hon deltog i den svenska Melodifestivalen 1966 med melodin "Var finns du?".
af Malmborg, som var dotter till jägmästaren Wilhelm Plym Forshell och Stina Marklund, var sedan 1954 gift med operachefen Lars af Malmborg och mor till skådespelaren Maria af Malmborg Linnman och tonsättaren Paula af Malmborg Ward.
Gunilla af Malmborg är begravd på Djursholms begravningsplats.

## Utmärkelser
Gunilla af Malmborg tilldelades Kungliga Teaterns guldmedalj, Anders Sandrews stipendium och Christina Nilssons stipendium samt stipendium ur Set Svanholms minnesfond 1968.

## Roller i urval
- Ludwig van Beethoven: Marzellina och Leonora/Fidelio i Fidelio
- Georges Bizet: Mercedes och Micaela i Carmen
- Benjamin Britten: Lady Billows i Albert Herring
- Gunnar Bucht: Ragnhild i Tronkrävarna
- Luigi Cherubini: Medea i Medea
- Hans Gefors: Maria Eleonora i Christina
- Pietro Mascagni: Santuzza i På Sicilien
- Per Nørgård: Ishtar i Gilgamesh
- Wolfgang Amadeus Mozart: Donna Anna i Don Juan, Grevinnan och Marcellina i Figaros bröllop
- Jacques Offenbach: Antonia och Giulietta i Hoffmans äventyr
- Giacomo Puccini: Tosca i Tosca, Turandot i Turandot
- Gioacchino Rossini: Berta (Marcellina) i Barberaren i Sevilla
- Sven-David Sandström: Drottningen mor i Slottet det vita
- Richard Strauss: Färgarfrun i Die Frau ohne Schatten, Elektra i Elektra och Salome i Salome
- Pjotr Tjajkovskij: Tatjana i Eugen Onegin, Lisa i Spader dam
- Giuseppe Verdi: Aida i Aida, Elisabeth i Don Carlos, Alice i Falstaff, Lady Macbeth i Macbeth, Amelia i Maskeradbalen, Abigaille i Nebukadnessar och Desdemona i Otello
- Richard Wagner: Elsa och Ortrud i Lohengrin,  Elisabeth och Venus i Tannhäuser, Isolde i Tristan och Isolde, Sieglinde, Waltraute och Brünnhilde i Valkyrian, Brünnhilde i Siegfried och Brünnhilde i Ragnarök
- Lars Johan Werle: Françoise i Drömmen om Thérèse

## Diskografi
- Francoise i Werle, Drömmen om Thérèse. Swedish Society Discofil SLT 33177.1967.
- Hugo Alfvéns 4:de symfoni, sopransolo. Swedish Society Discofil SLT 33186.
- Brünnhilde i Wagners Ragnarök, Stockholm 1986. House of Opera CD 13625.
- Isolde i Wagners Tristan och Isolde, La Fenice, Venedig, 1971. Mondo Musica, 2000. (3 CD). (www.amazon.com).
- Gunilla af Malmborg, soprano. Great Swedish singers. Bluebell ABCD 107. 2008.
- Röster från Stockholmsoperan under 100 år. HMV 7C 153-35350. 1977.